# Aspen, Colorado
Aspen är en skidort i Colorado i USA. Aspen, som är huvudort och största ort i Pitkin County, grundades 1879 som gruvort under silverrushen i slutet av 1800-talet. Orten hette först Ute City, men fick 1880 sitt namn på grund av att det växer mycket asp i området. Den 1 april 1881 inkorporerades orten.
Det blev en skidort efter andra världskriget då en industrialist från Chicago grundade Aspen Skiing Company då han ville skapa ett utopiskt samhälle för kropp och själ. I Aspen anordnades världsmästerskapen i alpin skidsport redan 1950.
Aspen-Snowmass är det officiella sammanfattande namnet på fyra separata (men med buss sammankopplade) system: Aspen Mountain, Aspen Highlands, Buttermilk och Snowmass. Snowmass marknadsförde sig tidigare som en separat skidort och är det enskilt största av de fyra. Bjuder på åkning både för nybörjare och experter. Buttermilk är uttalat för familj och nybörjare. Aspen Mountain och Aspen Highlands är lämpliga för medelgoda åkare till expert.

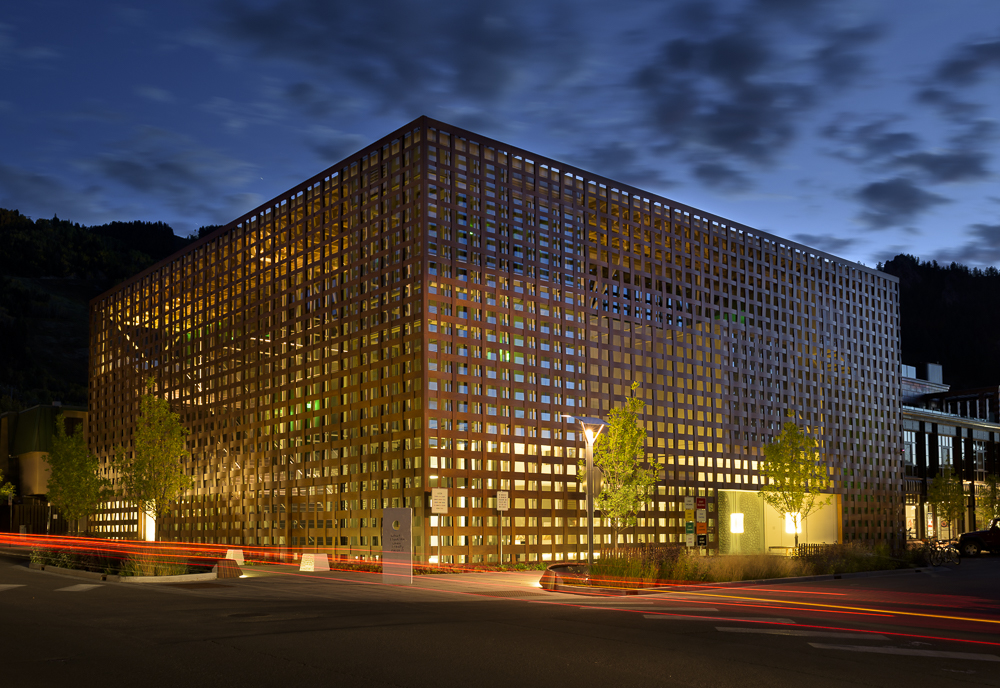
Aspen Art Museum ritat av Shigeru Ban.